# Marianela Araya
Marianela Araya Cruz (Alajuela, Costa Rica, 19 de diciembre de 1988) es una árbitro costarricense que ha participado en cuatro ocasiones de la Copa Mundial Femenina, una en categoría mayor, dos en categorías sub-20 y una sub-17.

## Trayectoria
Debutó en la Primera División de Costa Rica masculina el 8 de enero de 2017, en un partido entre la UCR Fútbol Club y Municipal Liberia. El partido finalizó sin anotaciones y Araya mostró 2 tarjetas amarillas en el partido.
Ha actuado como árbitra en cuatro copas del mundo, la Copa Mundial Femenina Sub-17 de 2014, Copa Mundial Femenina Sub-20 de 2016, Copa Mundial Sub-20 de 2022 y Copa Mundial Femenina de 2023.
Marianela fue convocada para el Preolímpico Femenino de Concacaf de 2016. El 11 de febrero de 2016, fue la jueza del partido entre las selecciones de Canadá y Guayana, partido que finalizó 5-0 a favor de las canadienses.
Su primer partido en la Copa del Mundo, fue el 16 de noviembre de 2016, en un duelo entre España contra Japón en la Copa Mundial Sub-20 de 2016, en el que la selección ganadora fue España con el marcador 1-0. Su siguiente partido fue entre las selecciones de Corea del Sur y Alemania, duelo que terminó con el marcador 0-2 a favor de Alemania, siendo este su último partido de la Copa Mundial Sub-20 de 2016.
Arbitró la final del Campeonato Femenino Sub-20 de la Concacaf de 2022.
Fue designada como cuarta árbitra en el juego válido por la Liga de Naciones de la Concacaf entre la Selección de fútbol de Nicaragua y la Selección de fútbol de Trinidad y Tobago en junio de 2022.
El 26 de mayo de 2022 fue convocada a la Copa Mundial Sub-20 de 2022. El 10 de agosto de 2022, Araya inauguró como primer partido de la Copa Mundial Sub-20 de 2022 entre las selecciones de Alemania y Colombia, Araya mostró 3 tarjetas amarillas en el encuentro, el partido finalizó 1-0 con victoria para las colombianas. Su segundo partido fue entre las selecciones de Japón contra Ghana, en un partido donde no se vieron tarjetas amarillas de parte de Araya, el partido finalizó con el marcador 2-0 siendo las japonesas que se llevaron la victoria Su tercer partido fue el 21 de agosto de ese mismo año, en un partido de cuartos de final, entre las selecciones de Nigeria y Países Bajos, juego en el que mostró 3 tarjetas amarillas, el encuentro lo finalizó con victoria para Países Bajos con el marcador 0-2.
El 2 de enero de 2023, la Concacaf oficializó la convocatoria de Marianela en asistir en la Copa Mundial Femenina 2023, convirtiéndose en la primera árbitra costarricense en participar en un Mundial Mayor Femenino.

## Participaciones

### Torneos de clubes
Ha arbitrado en los siguientes torneos de clubes:
- Primera División de Costa Rica
- Primera División Femenina de Costa Rica
- Segunda División de Costa Rica
- Torneo de Copa de Costa Rica
- Supercopa Femenina de Costa Rica
- Copa Interclubes de la Uncaf Femenino

### Torneos de selecciones
Ha arbitrado en los siguientes torneos de selecciones nacionales:
- Premundial Femenino CONCACAF de 2014
- Copa Mundial Femenina Sub-17 de 2014
- Juegos Panamericanos Femenino de 2015
- Preolímpico Femenino de Concacaf de 2016
- Copa Mundial Femenina Sub-20 de 2016
- Copa SheBelieves 2019
- Copa SheBelieves 2021
- Campeonato Femenino Sub-20 de la Concacaf de 2022
- Campeonato Femenino de la Concacaf de 2022
- Copa Mundial Femenina Sub-20 de 2022
- Women's Revelations Cup 2023
- Campeonato Femenino Sub-20 de la Concacaf de 2023
- Copa Mundial Femenina de 2023
- Clasificación para la Copa Oro Femenina de la Concacaf de 2024
- Copa Oro Femenina de la Concacaf de 2024